# Абдулазіз Аль-Булуші
Абдулазіз Мохаммед Аль-Булуші (араб. عبد العزيز البلوشي; нар. 4 грудня 1962) — кувейтський футболіст, що грав на позиції нападника за клуб «Аль-Кадісія», а також національну збірну Кувейту, у складі якої був учасником чемпіонату світу 1982 року.

## Клубна кар'єра
На клубному рівні грав за команду «Аль-Кадісія».

## Виступи за збірну
Був гравцем національної збірної Кувейту.
У складі збірної був учасником чемпіонату світу 1982 року в Іспанії, а також кубка Азії 1984 року в Сінгапурі, на якому команда здобула бронзові нагороди.

## Титули і досягнення
- Срібний призер Азійських ігор: 1982
- Бронзовий призер Азійських ігор: 1986
- Бронзовий призер Кубка Азії: 1984